# Nicolas Höfler
Nicolas Höfler (Überlingen, 9 de março de 1990) é um futebolista profissional alemão que atua como meia.

## Carreira
Nicolas Höfler começou a carreira no SC Freiburg.